# Human Genome Project - Write

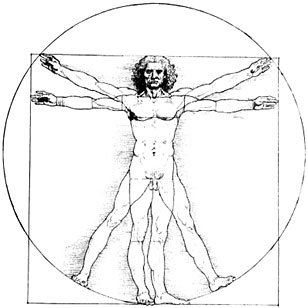
El logo del HGP; Hombre de Vitruvio, Leonardo da Vinci.

El Proyecto Genoma Humano-Escrito (Human Genome Project - Write) (o también Human Genome Project-Write, Genome Project-Write y HGP-Write) fue formalmente anunciado el 2 de junio de 2016. Es una extensión decadal del Proyecto Genoma Humano, para sintetizar el genoma humano. El genoma humano consiste de tres mil millones de nucleótidos de ADN, que han sido descritos en el Programa Human Genome Project - Read, completado en 2003. Este nuevo Proyecto HGP-Write será manejado por el Centro de Excelencia en Biología Ingeniería, una nueva organización sin ánimo de lucro. Los investigadores esperan que la capacidad de sintetizar grandes porciones del genoma humano, podría dar lugar a muchos avances científicos y médicos.